# توازی

دو خط موازی

خطوط موازی یا همراستا در هندسه، خط‌هایی در یک صفحه اند که با یکدیگر برخورد نمی‌کنند. ویژگی‌های خطوط موازی، پایهٔ اصل توازی اقلیدسی را تشکیل می‌دهند. حالت تعمیم‌یافته هم‌راستایی در فضای سه‌بعدی اقلیدسی در مورد یک خط و یک صفحه یا دو صفحه‌ای که هیچ نقطه مشترکی ندارند، استوار است. هم‌راستایی یا توازی، یک ویژگی بنیادین فضای اقلیدسی و برخی هندسه‌های مرتبط، مانند هندسه افین است.

## نماد
نماد {\displaystyle \parallel } برای نشان‌دادن توازی به‌کار می‌رود. برای مثال، {\displaystyle AB\parallel CD} نشان می‌دهد که خط AB با خط CD موازی است. در مجموعه علائم یونی‌کد، نماد «توازی» و «عدم توازی» به‌ترتیب با کدU+2225 (∥) و U+2226 (∦) نشان داده می‌شوند.

## خاصیت‌ها
- اگر خطی دو خط موازی را قطع کند مجموع زوایای داخلی یک طرف آن خط برابر ۱۸۰ درجه است.